# Nono Voo Experimental da SpaceX Starship
O Nono Voo Experimental da SpaceX Starship (Integrated Flight Test 9, ou IFT-9) foi o nono teste de voo de um veículo de lançamento SpaceX Starship. O veículo usado foi o S35 com o booster B14. O veículo foi lançado no dia 27 de maio de 2025 às 23:36 UTC.  A missão tentou cumprir os objetivos que falharam nos voos 7 e 8. O B14, que foi o primeiro Super Heavy a ser reutilizado, realizou experimentos durante o voo para ter suas capacidades avaliadas em condições de voo fora do normal, e era programado para cair no oceano ao invés de ser capturado. 
Starship atingiu a velocidade orbital, mas ocorreram várias falhas, incluindo a perda de controle de atitude, que impediram a nave de atingir a maioria de seus objetivos, e ela se desintegrou durante a reentrada. Apesar de concluir os objetivos de teste, o propulsor foi destruído sobre uma área designada para aterrissagem no Golfo do México após tentar uma queima de arremesso sob um ângulo de ataque mais agressivo do que o habitual. 

## Contexto

### Testes do veículo antes do lançamento
Desde outubro de 2024, ainda não havia certeza sobre qual booster seria usado no nono teste da Starship, entretanto, especulava-se que era o B14 ou B16. O B14 foi transportado ao Mega Bay 1 em 18 de Janeiro após ser usado no teste 7.   B14 foi levado OLP-A on April 1 e um teste de fogo estático foi conduzido. Após isso, o B14 retornou ao local de produção no dia 8 de Abril. Seu Hot Staging Ring (HSR) foi movido para o Mega Bay 1 em 16 de abril e instalado em 17 de abril.  O B14 posteriormente passou do Mega Bay 1 para o OLP-A em 12 de maio e depois desempilhado em 16 de maio e retornado para o Mega Bay 1 em 17 de maio. Foi então transferido para OLP-A em 24 de maio e montado no local de lançamento em 25 de maio. 
O compartimento de carga útil do S35 foi levado no High Bay antes de ser empilhado com seu nariz. Este conjunto foi então transportado ao Mega Bay 2. O S35 concluiu o empilhamento em 31 de janeiro. Nos dias 11 e 12 de março de 2025, três testes criogênicos foram conduzidos no S35 com sucesso. No dia 29 de abril, o S35 foi levado para realizar teste de fogo estático, que foi inicialmente cancelando, porém executado com sucesso no dia seguinte.  No dia 1 de Maio de 2025, um novo teste de fogo estático foi realizado.  Porém, de acordo com o NASASpaceflight, esse teste de fogo estático sofreu um desligamento anormal em torno da marca de T+36 segundos, que não foi explicado pela SpaceX O Ship 35 foi então levado de volta para Mega Bay 2 em 2 de maio para inspeção e retornou para Massey's em 10 de maio. Uma nova tentativa de teste de fogo estático em 11 de maio foi cancelada logo após a ativação do sistema hídrico . Porém, o S35 concluiu com sucesso um teste estático de longa duração com 6 motores (64 segundos), o mais longo incêndio estático de navio visto até hoje, em 12 de maio.
Após um retorno ao Mega Bay 2 desde 13 de Maio, o S35 foi levado novamente ao Masseys no dia 21 de maio, onde dois novos testes de motor foi conduzido no dia 22 de Maio, com o primeiro sendo cancelado.  Starship retornou ao Mega Bay 1 no dia 23 de maio, e no dia seguinte, 8 simulacros do Starlink foram instalados no veículo.  Então, foi então transferido para OLP-A em 25 de maio e foi empilhado no B-14 algumas horas depois. 

### Impactos do Voo 7 e 8 no próximo lançamento
Durante o voo 7 da Starship, no dia 16 de janeiro de 2025, dados iniciais indicaram que um incêndio ocorreu no meio do voo, resultando na destruição do veículo. O incêndio foi causado por um problema no sistema de propelente e a investigação identificou melhorias a serem implementadas nos sistemas de alimentação e ventilação, e ajustes no motor Raptor. As falhas resultaram numa investigação da FAA que atrasou o teste de voo 8.
Durante o voo 8 da Starship, 4 motores desligaram aproximadamente 30 segundos antes do SECO planejado, o que resultou na perda de controle, telemetria, e posteriormente uma queima do veículo.  A FAA abriu uma investigação a respeito do acidente,   No dia 22 de maio, a FAA determinou que a falha do Voo 8 não impactou a segurança pública. Além de conduzir testes de disparo estático do Ship e do Booster em Starbase, a SpaceX testou exaustivamente motores individuais Raptor 2 por durações mais longas em sua instalação de McGregor para abordar e mitigar os problemas encontrados no Voo 8, entre outros testes.

### Retorno as atividades
Em 15 de maio, a FAA confirmou que havia aprovado modificações na licença para o Voo 9, com a SpaceX tendo enviado seu relatório de incidente para o Voo 8 em 13 de maio. A FAA então confirmou em 22 de maio que havia revisado o relatório de incidente enviado pela SpaceX e autorizado a Starship a retornar ao voo, emitindo uma Determinação de Retorno ao Voo. O relatório de incidente para o Voo 8 permanece em aberto.

## Perfil da Missão
O perfil da missão para o nono voo de teste da Starship é similar aos dois voos de teste anteriores, com uma amerrissagem planejada no Oceano Índico e a liberação de 8 satélites simulacros da Starlink que são esperados de reentrarem no Oceano Índico também.  Entretanto, a SpaceX não planeja capturar o booster, e o mesmo deve colidir deliberadamente no Golfo do México, realizando experimentos durante a descida. 
A linha do tempo do voo é a seguinte:
| Hora          | Evento                                                                                     | 27 de maio de 2025                                                        |
| ------------- | ------------------------------------------------------------------------------------------ | ------------------------------------------------------------------------- |
| −01:15:00     | Diretor de voo realiza uma votação e verifica se o carregamento de propelente está pronto. | Sucesso                                                                   |
| −00:51:37     | Início do carregamento do oxidante (oxigênio líquido) da Starship                          | Sucesso                                                                   |
| −00:45:20     | Início do carregamento do combustível (metano líquido) da Starship                         | Sucesso                                                                   |
| −00:41:37     | Início do carregamento do combustível Super Heavy (metano líquido)                         | Sucesso                                                                   |
| −00:35:52     | Início do carregamento do oxidante Super Heavy (oxigênio líquido)                          | Sucesso                                                                   |
| −00:19:40     | Resfriamento dos motores Super Heavy e Starship                                            | Sucesso                                                                   |
| −00:03:20     | Carregamento de propelente Starship concluído                                              | Sucesso                                                                   |
| −00:02:50     | Carregamento de propelente Super Heavy concluído                                           | Sucesso                                                                   |
| −00:00:30     | Diretor de voo verifica a autorização para o lançamento                                    | Sucesso                                                                   |
| −00:00:10     | Ativação do defletor de chamas                                                             | Sucesso                                                                   |
| −00:00:03     | Ignição do motor Super Heavy                                                               | Sucesso                                                                   |
| +00:00:02     | Decolagem                                                                                  | Sucesso                                                                   |
| +00:01:02     | Q máx. (momento de pico de estresse mecânico no foguete)                                   | Sucesso                                                                   |
| +00:02:35     | Corte da maioria dos motores do Super Heavy (MECO)                                         | Sucesso                                                                   |
| +00:02:37     | Ignição do motor da Starship e separação de estágios (estágio quente)                      | Sucesso                                                                   |
| +00:02:47     | Início da queima do boostback do Super Heavy                                               | Sucesso                                                                   |
| +00:03:27     | Desligamento da queima do boostback do Super Heavy                                         | Sucesso                                                                   |
| +00:03:29     | Alimentação do estágio quente                                                              | Sucesso                                                                   |
| +00:06:19     | Início da queima do pouso do Super Heavy                                                   | Falha parcial Motores 12/13 religados                                     |
| +00:06:40     | Desligamento da queima do pouso do Super Heavy                                             | Falhou Perda de telemetria imediatamente após o início da queima do pouso |
| +00:08:56     | Corte do motor da Starship (SECO)                                                          | Sucesso                                                                   |
| +00:18:26     | Satélites do simulador Starlink implantam demonstração                                     | Falhou Porta de carga útil não abriu                                      |
| +00:37:49     | Demonstração de relançamento do Raptor no espaço                                           | — Ignorado devido à perda de controle de atitude                          |
| +00:47:50     | Reentrada atmosférica da Starship                                                          | Falhou                                                                    |
| +01:03:11     | A Starship é transônica                                                                    | —                                                                         |
| +01:04:26     | A Starship é subsônica                                                                     | —                                                                         |
| +01:06:11     | Inversão de pouso da Starship                                                              | —                                                                         |
| +01:06:16     | Queima de pouso da Starship                                                                | —                                                                         |
| +01:06:38     | Starship splashdown                                                                        | —                                                                         |
| Fonte: SpaceX |                                                                                            |                                                                           |

## Resumo da Missão
A Starship foi lançada com sucesso com todos os 33 motores Raptor 2 em Super Heavy, operando nominalmente desde a decolagem até a separação dos estágios. 29 desses motores foram testados em voo, e um motor, designado número 314, forneceu propulsão em voo pela terceira vez. Esta missão foi a primeira a apresentar um sistema que permitia que o propulsor se separasse da nave em uma direção totalmente controlada; isso foi feito para que o propulsor voasse da forma mais eficiente possível, de modo a não consumir mais combustível do que o necessário. 
Após a separação dos estágios, o propulsor B-14 recebeu o comando para descer até o Golfo do México em um ângulo de ataque mais acentuado do que em seu voo anterior, com o objetivo de coletar dados sobre o desempenho do propulsor em condições abaixo do ideal para auxiliar no desenvolvimento da próxima geração de propulsores Super Heavy. O B14 foi capaz de suportar essas condições extremas durante toda a descida na atmosfera até o início da queima de combustível durante o pouso. Ele reacendeu todos os 13 motores centrais, mas um motor desligou quase imediatamente depois, seguido por perda de telemetria em T+6:20. Imagens mostraram uma bola de fogo em erupção pouco antes da perda de telemetria.
A S35 realizou uma queima de subida de duração total até a velocidade orbital com todos os seus seis motores, o que os testes anteriores não conseguiram realizar. No entanto, devido ao mau funcionamento da porta do compartimento o lançamento dos simulacros da Starlink foi abortado.  Durante a fase de pouso, a nave também começou a apresentar problemas com o controle de atitude, impedindo-a de reentrar na atmosfera terrestre de forma controlada e de realizar os testes planejados. A S35 continuou transmitindo imagens a bordo pelo Starlink, que mostravam o veículo caindo em meio a fluxos de plasma e partes do veículo sendo submetidas a danos térmicos, até pouco antes da perda de telemetria em T+46 minutos. 
Em 30 de maio de 2025, a FAA anunciou a SpaceX deveria conduzir uma investigação do acidente do Voo 9. A FAA declarou que a investigação de acidente só era necessária para a S35 porque ela não havia reentrado conforme planejado, apesar de nenhum detrito ter caído fora das áreas de risco pré-determinadas. O relatório do acidente não inclui a explosão do B14 sobre o Golfo do México, pois sua falha aconteceu devido a dados induzidos pelos testes, e essa excessão havia sido aprovada pelo FAA anteriormente.